# Phyllanthus cauticola
Phyllanthus cauticola är en emblikaväxtart som beskrevs av J.T.Hunter och J.J.Bruhl. Phyllanthus cauticola ingår i släktet Phyllanthus och familjen emblikaväxter.
Artens utbredningsområde är Northern Territory, Australien. Inga underarter finns listade i Catalogue of Life.